# Trois-Fontaines-l’Abbaye
Trois-Fontaines-l’Abbaye település Franciaországban, Marne megyében. Lakosainak száma 195 fő (2022. január 1.). Trois-Fontaines-l’Abbaye Cheminon, Saint-Dizier, Villiers-en-Lieu, Baudonvilliers, Beurey-sur-Saulx, Lisle-en-Rigault, Maurupt-le-Montois, Saint-Eulien, Saint-Vrain, Robert-Espagne és Chancenay községekkel határos.

## Népesség
A település népessége az elmúlt években az alábbi módon változott:
| Lakosok száma | 110  | 103  | 209  | 232  | 210  | 207  | 198  | 190  | 192  | 195  |
|               | 1968 | 1982 | 1990 | 2006 | 2013 | 2015 | 2017 | 2019 | 2020 | 2022 |